# William Thomson (natuurkundige)

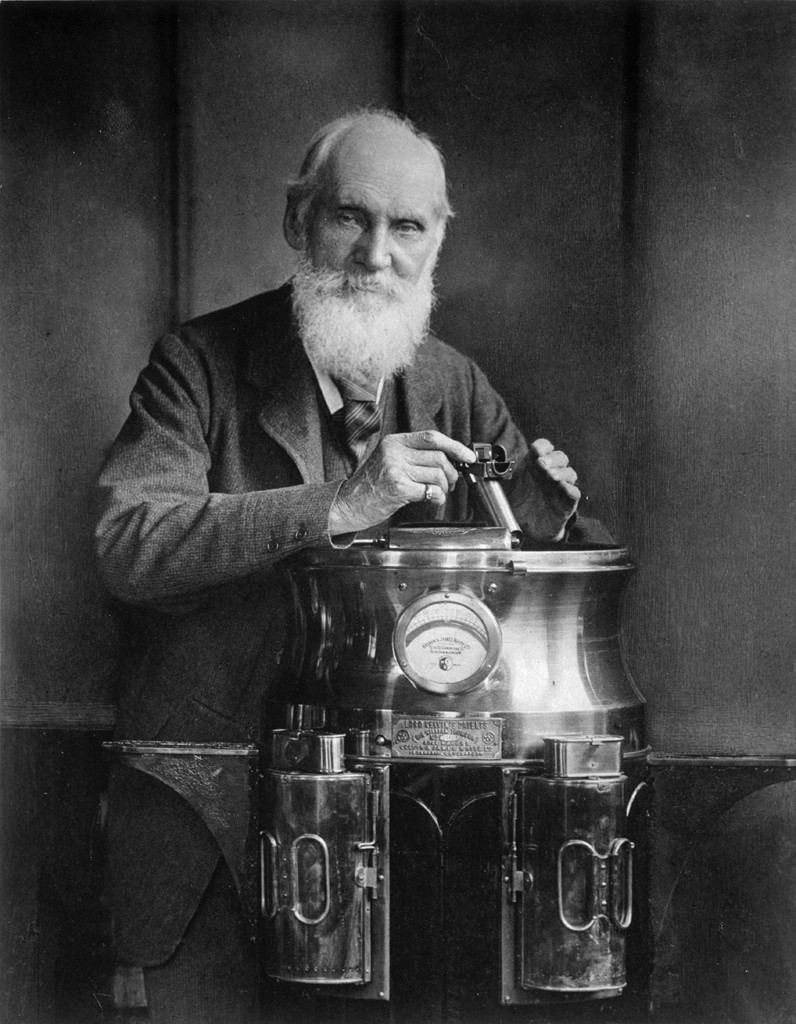
William Thomson, de latere Lord Kelvin met het door hem ontwikkelde Thomson-peiltoestel leunend op een standaardkompas (ca. 1900)

William Thomson, eerste Baron Kelvin, (Belfast, 26 juni 1824 – Largs (Schotland), 17 december 1907) was een Brits natuurkundige en wordt gezien als een van de belangrijkste natuurwetenschappers van de 19e eeuw. Zijn belangrijkste werk lag op het gebied van de wiskundige analyse toegepast op natuurkundige problemen en in de thermodynamica.
Thomson (beter bekend als Lord Kelvin, hoewel hij die titel pas in 1892 kreeg) werd bekend onder het grote publiek door zijn rol bij de aanleg van de trans-Atlantische telegraafkabel. Van groot belang waren ook zijn verbeteringen aan het standaardkompas.

## Levensloop

### Jeugd
Thomsons vader was James Thomson, zoon van een Ierse boer. James begon op zijn 24e met een studie aan de Universiteit van Glasgow die hij betaalde door de helft van het jaar als onderwijzer in Belfast te werken. Na te zijn afgestudeerd werd hij wiskundeleraar. Hij trouwde met Margaret Gardner in 1817 en van hun kinderen zouden vier jongens en twee meisjes de volwassenheid bereiken.
William en zijn oudere broer James werden door hun vader onderwezen, terwijl hun jongere broers door de oudere zussen werden opgevoed. William werd de favoriet van zijn vader nadat James junior niet aan vaders hoge verwachtingen kon voldoen. In 1832 werd vader Thomson hoogleraar wiskunde te Glasgow en zijn kinderen zouden een veel wereldser opvoeding krijgen dan hijzelf gehad had op het Ierse platteland. In 1839 bracht het gezin de zomer door in Londen en werden de jongens naar Parijs gestuurd om Frans te leren. In 1840 werd de zomer in Nederland en Duitsland doorgebracht.
William Thomson begon in 1834 op tienjarige leeftijd aan de Universiteit van Glasgow te studeren, in een programma voor hoogbegaafde kinderen. Vanaf 1839 werd Thomson in het wiskundige werk van Fourier geïntroduceerd door zijn leraar John Pringle Nichol. In 1840 won Thomson de klasprijs voor astronomie met een rapport over de vorm van de Aarde, dat zijn creativiteit en talent voor wiskunde duidelijk maakte. Hij zou tijdens zijn leven telkens terugkomen bij de wetenschappelijke vragen die hij in het rapport opsomde.
Thomson bestudeerde het werk van Fourier en andere Franse wiskundigen, wat in de door Sir Isaac Newton gedomineerde Engelse school ongebruikelijk was. Fouriers werk kreeg in Engeland veel kritiek, zoals van Philip Kelland, die een kritisch boek schreef. Dit boek motiveerde Thomson om zijn eerste wetenschappelijke artikelen te schrijven in 1841. Hij bedacht dat warmteflux door conductie wiskundig op een vergelijkbare manier te beschrijven valt als elektrische stroom.
Van 1841 tot 1845 studeerde Thomson aan de Universiteit van Cambridge, waar hij opviel als een briljant student. Hoewel hij actief was in sport, muziek en literatuur, interesseerde exacte wetenschap hem het meest: wiskunde en natuurkunde, vooral elektriciteitsleer. Thomson werkte daarna voor korte tijd onder Henri Victor Regnault in Parijs, maar in 1846 werd hij hoogleraar aan de Universiteit van Glasgow. Hij was toen 22 jaar oud.

### Thermodynamica
In 1847 woonde de toen al als genie beschouwde Thomson in Oxford een bijeenkomst bij van de British Association for the Advancement of Science, waar hij James Prescott Joule hoorde spreken over diens idee dat warmte en mechanische arbeid in elkaar omzetbaar zijn. Dit ging in tegen de in die tijd gangbare theorie van een warmtevloeistof (caloric), waarvan Sadi Carnot en Émile Clapeyron de belangrijkste aanhangers waren. In 1848 stelde Thomson een absolute temperatuurschaal voor, de kelvin, die een absoluut nulpunt had waarop geen warmtevloeistof meer kon stromen. In 1702 had Guillaume Amontons al eens gespeculeerd over zo'n absoluut nulpunt.
In de jaren daarop zou Thomson, hoewel eerst aanhanger van de ideeën van Carnot en Clapeyron, langzaam overtuigd raken van Joules idee. Thomson stelde de tweede wet van de thermodynamica op en begon experimenten uit te voeren om de beide ideeën te testen. Als een gelovig man had Thomson moeite met het idee van Joule. Hij dacht dat het “terugstoppen” van warmte in de zon onmogelijk moest zijn, omdat slechts de Schepper tot zoiets in staat kon zijn. Toch was zijn nieuwsgierigheid gewekt, en van 1851 tot 1856 zou hij met Joule samenwerken; Joule voerde experimenten uit en Thomson trok daaruit conclusies. Dit leidde onder andere tot de ontdekking van het Joule-Thomson-effect.

### Elektriciteit
In 1845 gaf Thomson een wiskundige onderbouwing voor Faradays ideeën over elektriciteit als een flux. Aangemoedigd door onder andere Thomson zou Faraday in 1845 het Faraday-effect ontdekken, wat duidelijk maakte dat licht en magnetisme (en dus elektriciteit) verband hebben.
Thomson had in 1845 al gezien dat de experimenten van William Snow Harris overeenstemden met de wetten van Coulomb. In 1857 publiceerde hij een artikel over een zelf uitgevonden elektrometer, gebaseerd op een ouder apparaat van Johann Gottlieb Friedrich von Bohnenberger.

### De trans-Atlantische kabel
In 1852 trouwde Thomson met zijn jeugdliefde Margaret Crum, maar haar slechte gezondheid dwong hen tot het afbreken van de huwelijksreis. De volgende 17 jaar zou de gezondheid van zijn vrouw telkens een bron van zorg zijn. Om Thomson van de zorgen af te leiden schreef George Gabriel Stokes hem een brief over experimenten die Michael Faraday had gedaan voor de aanleg van een trans-Atlantische telegraafkabel. Faraday had laten zien dat de enorme lengte van de kabel zorgde dat de bandbreedte van de kabel erg laag werd. In 1854 en 1855 publiceerde Thomson een paar artikelen over het probleem en de potentiële opbrengst van de kabel. Hij liet zien dat de snelheid van een signaal omgekeerd evenredig is met het kwadraat van de lengte van de kabel.
De elektrisch ingenieur van de Atlantic Telegraph Company, Wildman Whitehouse, vocht Thomsons analyse van het probleem aan. Whitehouse beweerde dat door de elektrische spanning hoog genoeg te maken het probleem opgelost kon worden. Hij had misschien resultaten van zijn eigen experimenten verkeerd geïnterpreteerd maar waarschijnlijk was de financiële druk bij de aanleg van de kabel zijn voornaamste drijfveer. Thomsons berekeningen lieten volgens hem namelijk zien dat de aanleg van de kabel niet haalbaar was.
Natuurlijk reageerde Thomson weer op Whitehouse en de schriftelijke strijd tussen de twee leidde ertoe dat Thomson bij het grote publiek bekend werd. Thomson raadde aan een betere geleider te gebruiken met meer isolatiemateriaal. Hij werd vanwege zijn ideeën in 1856 als wetenschappelijk adviseur in dienst van de Atlantic Telegraph Company genomen. Hij geloofde niet dat Whitehouse gek was en vertrouwde hem de technische zaken toe.
In 1857 reisde Thomson mee met het schip HMSS Agamemnon, dat de kabel legde, maar de reis werd al afgebroken na 600 km omdat de kabel brak. Thomson voerde berekeningen uit aan het leggen van de kabel die dit soort ongevallen voortaan moesten helpen voorkomen. Hij ontwikkelde een compleet systeem waarmee elke 3,5 seconde een karakter kon worden overgeseind, en vroeg patent aan op de twee belangrijkste uitvindingen in zijn systeem, de spiegelgalvanometer en de siphon recorder.
Dit weerhield Whitehouse er niet van Thomsons werk te blijven negeren. In 1858 reisde Thomson weer mee aan boord van de Agamemnon waarbij hij de spiegelgalvanometer kon testen. Vanwege een storm moest het schip weer naar huis terugkeren en het hele project stond op het punt te mislukken. Thomson, Cyrus Field en Curtis Lampson haalden het bestuur over door te gaan. Thomson had zich, ook al was hij slechts betrokken als adviseur, ontwikkeld tot een uitstekend ingenieur. De kabel zou op 5 augustus 1858 gereed zijn.
Al snel bleek de kabel niet gevoelig genoeg en Thomson bepleitte opnieuw zijn spiegelgalvanometer. Whitehouse bleef echter voet bij stuk houden en wilde de problemen oplossen door de spanning te verhogen. Een maand na de totstandkoming van de kabel wist hij deze op te blazen door er 2000 V op te zetten. Whitehouse werd ontslagen en het project verloor al zijn geloofwaardigheid.
In 1865 stond Thomson aan de leiding van een nieuwe poging. Na eerst wat tegenslag, zou het project, dat gebruik maakte van Thomsons instrumenten, op 28 juli 1866 gereedkomen. Het succes werd grotendeels aan Thomson toegeschreven, die daarop samen met de andere initiatiefnemers geridderd werd.

### Latere leven
Om zijn uitvindingen te exploiteren startte Thomson een bedrijf met C.F. Varley en Fleeming Jenkin. Hij werd een rijk man dankzij zijn patenten. Thomson hielp later bij het aanleggen van een kabel tussen Frankrijk en de Verenigde Staten en kabels langs de Braziliaanse kust.
Thomsons vrouw Margaret stierf in 1870. Zijn vele expedities hadden hem een liefhebber van zeereizen gemaakt en datzelfde jaar kocht hij een schoener. In 1874 hertrouwde hij met Fanny Blandy, die hij had ontmoet tijdens een verblijf op Madeira. In 1882 ontwikkelde hij de stroombalans, een meetinstrument voor het bepalen van de eenheid van de elektrische stroom.
In 1893 was Thomson de voorzitter van een internationale commissie voor het opzetten van een waterkrachtcentrale bij de Niagarawatervallen. Hij werd overtuigd door het ontwerp van Nikola Tesla voor de centrale.
Thomson hield zich verder bezig met het uitvinden van betere navigatiemethoden (waaronder een verstelbaar kompas) en sonarapparatuur. Ook stelde hij voor de Morse code toe te passen op de signalen van vuurtorens.
Thomson was veel bezig met het toepassen van ontdekkingen in de industrie, zo was hij actief bij Eastman Kodak.
In 1900 gaf hij een lezing over de twee grootste natuurkundige problemen van die tijd: de ontbrekende verklaringen voor het Michelson-Morley-experiment en de straling van zwarte lichamen. Deze twee problemen zouden het natuurkundig onderzoek van het eerste deel van de 20e eeuw bepalen. Het eerste probleem zou worden opgelost door Einstein met de relativiteitstheorie, het tweede door Max Planck en Einstein met de kwantummechanica.

### Geologie en theologie
Thomson was een gelovig mens en zag het christelijk geloof in overeenstemming met de wetenschap. Dit kwam vooral naar voren in zijn ideeën over evolutie en de ouderdom van de aarde. Door zijn werk op het gebied van warmtestroom door conductie was hij in staat de ouderdom van de aarde te bepalen sinds het tijdstip dat deze geheel gesmolten was. Thomson betoogde dat de leeftijd tussen de 25 en 400 miljoen jaar lag, met ongeveer 100 miljoen als de meest waarschijnlijke schatting. Gesteente kon pas ontstaan zijn na die tijd en dus moesten alle gesteenten jonger zijn dan 100 miljoen jaar. Daarmee was hij een fel tegenstander van het uniformitarianisme van Charles Lyell.
De naar zijn mening jonge leeftijd van de aarde die hij had berekend, zag hij ook als een belangrijk argument tegen de evolutietheorie van Charles Darwin. En omdat de aarde het grootste gedeelte van die tijd te heet zou zijn geweest om enig leven te ontwikkelen maakte de beschikbare periode voor evolutionaire verandering alleen maar kleiner. Hij voerde een verhitte schriftelijke strijd met de Darwinisten John Tyndall en Thomas Huxley.
Vlak voor Thomsons dood zou door Becquerels ontdekking van radioactiviteit en Marie Curies experimenten met uraniumerts een nieuwe energiebron bekend worden, waardoor Thomsons berekeningen op losse schroeven kwamen te staan. Door de hitte die ontstaat bij radioactief verval binnenin de aarde klopte zijn berekening niet. Tegenwoordig nemen onderzoekers aan dat de aarde 4,57 miljard jaar oud is – ruim voldoende voor een traag evolutionair proces als Darwins natuurlijke selectie. Thomson zou zijn fout echter niet meer aanpassen.

## Vernoemingen en onderscheidingen
Een groot aantal natuurkundige verschijnselen zijn naar  Kelvin genoemd:
- een Kelvinmateriaal
- een Kelvingolf (Kelvinscheepsgolven)
- Kelvin-Helmholtz instabiliteit
- het Kelvin-Helmholtz mechanisme
- Kelvin-Helmholtz luminositeit
- de SI-eenheid voor temperatuur: de kelvin
- Kelvindruppelaar

William Thomson werd geridderd in 1866 en in 1892 benoemd tot eerste Baron van Kelvin, baron van het Schotse Largs in Ayrshire. De titel komt van de rivier de Kelvin, die langs de Universiteit van Glasgow stroomt. Omdat Thomson geen kinderen of naaste familie naliet, stierf de titel met hem uit.
Thomson was verder:
- Knight Grand Cross of the Victorian Order, (1896);
- Fellow of the Royal Society, (1851);
  - President (1890–1895);
  - winnaar van de Royal Medal, (1856);
  - winnaar van de Matteucci Medal (1876);
  - winnaar van de Copley Medal, (1883);
- Een van de eerste leden van de Order of Merit (1902);
- Privy Counsellor van het Verenigd Koninkrijk.

Thomson ligt begraven in Westminster Abbey te Londen.